# Torps kyrka, Bohuslän
Torps kyrka är en kyrkobyggnad på Orust i Göteborgs stift. Den är församlingskyrka i Torps församling.

## Kyrkobyggnaden
Nuvarande stenkyrka uppfördes 1868–1871 och ersatte en medeltida stenkyrka som revs.
Kyrkan är uppförd av byggmästaren A. R. Pettersson i vitputsad sten och består av ett rektangulärt långhus med ett rakt avslutat kor i öster. Sakristian är inrymd i en halvrund absid öster om koret. Vid västra sidan finns tornet med vapenhus i bottenvåningen. Tornet kröns med lanternin och tornspira samt ett kors högst upp.
Konstnären Nils Wedel (1897–1967) är begravd vid Torps kyrka.

## Inventarier
- Predikstolen tillverkades 1645 och stod i gamla kyrkan fram tills den revs. År 1950 återinsattes predikstolen i nuvarande kyrka.
- Altaruppsatsen i barock tillverkades troligen 1645 och återinsattes 1950 i nuvarande kyrka.
- Den åttakantiga dopfunten i nygotisk utformning tillverkades 1920.

### Klockor
I tornet hänger tre klockor. Äldsta klockan är gjuten av Abraham Wetterholz och har en inskrift med årtalet 1774. Klockan är sprucken och tagen ur bruk. Näst äldsta klockan är gjuten 1903 eller 1904 av Beckmans klockgjuteri i Stockholm och den yngsta gjuten i Stockholm 1947.

### Orglar
- Huvudorgeln byggdes 1885 av Salomon Molander och fasaden i nyklassicistisk stil var ritad av Gustaf Pettersson. Orgelverket moderniserades 1920 av A. Magnusson Orgelbyggeri AB och 1987 restaurerades orgeln till nära originalutförande av Smedmans Orgelbyggeri.[1]
- Kororgeln installerades i kyrkan 2004. Den är ursprungligen byggd på 1870-talet för metodistkyrkan i Borlänge och har byggts om flera gånger, mest av John Grönvall Orgelbyggeri på 1950-talet. Orgeln har fem stämmor fördelade på manual och pedal.[2]